# Charles Van Lerberghe

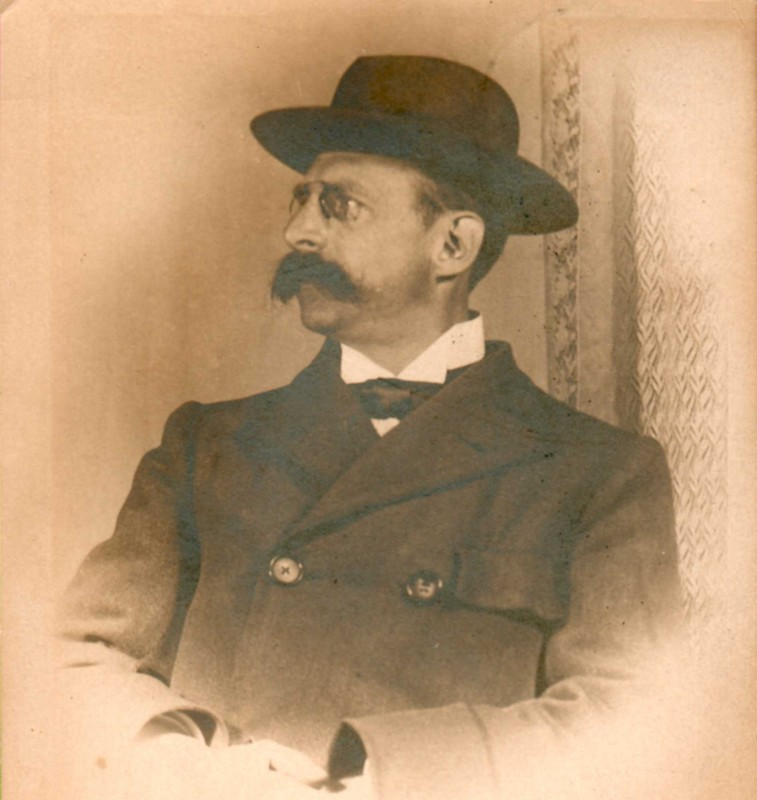

Charles Van Lerberghe (* 21. Oktober 1861 in Gent; † 26. Oktober 1907 in Brüssel) war ein flämischer Schriftsteller und wird dem Symbolismus zugeordnet.

## Leben und Wirken
Van Lerberghe entstammt einer einfachen Familie und wurde schon früh Vollwaise. Désiré van den Hove, sein Vormund und Onkel des Schriftstellers Maurice Maeterlincks, begeisterte ihn schon früh für die moderne Kunst und Literatur.
Mit sechs Jahren kam Van Lerberghe 1867 an das Institut Saint-Amand und besuchte diese Schule bis 1870. Im August desselben Jahres wechselte er an das Collège Sainte-Barbe.
1889 befreundete er sich mit Henry van de Velde. Charles Van Lerberghe starb fünf Tage nach seinem 46. Geburtstag in Brüssel und fand dort auch seine letzte Ruhestätte.

## Schriften (Auswahl)
- Ahnungen. Duncker & Humblot, Berlin 1915 (Aus fremden Gärten; 35)
- Les flaireus.
- Contes hors des temps.
- Chanson d'Eve.